# 2007년 일본 시리즈
2007년 일본 시리즈(일본어: 2007年の日本シリーズ, 영어: 2007 Japan Series)는 2007년 10월 27일부터 11월 1일까지 열린 일본 프로 야구의 일본 시리즈 경기이다. 센트럴 리그 클라이맥스 시리즈 우승 팀인 주니치 드래건스가 총 5차례의 접전을 펼친 끝에 퍼시픽 리그 클라이맥스 시리즈 우승팀 홋카이도 닛폰햄 파이터스를 누르고 4승 1패의 성적을 기록, 1954년 이후 53년 만에 2번째 우승을 차지했다.

## 개요
클라이맥스 시리즈의 도입에 의해 지금까지 리그 우승 팀에 의한 대전 방식에서 정규 시즌 상위 3개 구단을 대상으로 한 플레이오프에서의 승리한 팀끼리가 일본 시리즈 정상의 자리를 내걸어 대결하는 방식이 됐다. 그 때문에 반드시 리그 우승 팀이 출전한다고는 장담할 수 없게 됐다.
이번 대결에서는 퍼시픽 리그 정규 시즌에서 우승한데 이어 클라이맥스 시리즈에서도 승리한 트레이 힐만 감독 이끄는 홋카이도 닛폰햄 파이터스와 센트럴 리그 정규 시즌에서는 2위로 끝났지만 클라이맥스 시리즈에서 승리한 오치아이 히로미쓰 감독이 이끄는 주니치 드래건스가 올라오면서 전년도와 마찬가지로 재대결이 이뤄졌다. 2년 연속으로 한 팀과 일본 시리즈를 개최하는 것은 1992년·1993년의 야쿠르트 vs 세이부와의 대결 이후 14년 만의 일이며, 처음으로 홋카이도에서 개막했다. 5차전은 11월 1일에 열리면서 1993년 이후 14년 만의 11월 개최가 됐다.
첫 경기에서는 닛폰햄이 승리했지만 그 후에는 주니치가 내리 4연승을 기록하며 전년도와 완전히 반대의 패턴으로 설욕을 했고 1954년 이후 2번째의 일본 시리즈 정상 자리를 홈구장인 나고야 돔에서 달성했다. 오치아이 감독은 감독으로서 세 차례의 일본 시리즈에 출전한 끝에 처음으로 팀을 일본 시리즈 우승으로 이끌었다. 전년도와 똑같이 상대하면서 승자와 패자가 바뀐 일본 시리즈는 두 번째이다. 또 일본 프로 야구 역사상 최초로 리그 우승 구단이 아닌 클라이맥스 시리즈 우승 팀이 일본 시리즈 우승을 차지했다.
5차전에서는 주니치의 야마이 다이스케가 선발 투수로서 8회 퍼펙트 피칭을 하는 등 일본 시리즈의 신기록을 수립했고 야마이 다이스케와 이와세 히토키와의 계투에 의한 퍼펙트 게임은 참고 기록이지만 이것도 일본 시리즈 및 일본 프로 야구 사상 최초의 기록이다.
일본 시리즈 우승을 차지한 주니치 드래건스는 그 후에 열린 2007 코나미컵 아시아 시리즈의 일본 대표팀으로서 출전 자격을 얻게 됐다.

## 감독
| 소속 리그   | 소속                     | 감독              |
| ----------- | ------------------------ | ----------------- |
| 센트럴 리그 | 주니치 드래건스          | 오치아이 히로미쓰 |
| 퍼시픽 리그 | 홋카이도 닛폰햄 파이터스 | 트레이 힐만       |

## 개최 구장
| 주니치 드래건스     | 홋카이도 닛폰햄 파이터스 |
| ------------------- | ------------------------ |
| 나고야 돔           | 삿포로 돔                |
| 수용 인원: 49,000명 | 수용 인원: 41,138명      |
|                     |                          |
| 나고야 돔삿포로 돔  |                          |

## 클라이맥스 시리즈경기 결과
|  | 클라이맥스 시리즈 1st              | 클라이맥스 시리즈 1st |                                   |       | 클라이맥스 시리즈 2nd       | 클라이맥스 시리즈 2nd |                                      |       | 일본 시리즈 | 일본 시리즈 |
|  |                                    |                       |                                   |       |                             |                       |                                      |       |             |             |
|  |                                    |                       |                                   |       |                             |                       |                                      |       |             |             |
|  |                                    |                       |                                   |       |                             |                       |                                      |       |             |             |
|  |                                    |                       |                                   |       |                             |                       |                                      |       |             |             |
|  |                                    |                       | (5전 3선승제) 도쿄 돔             |       |                             |                       |                                      |       |             |             |
|  |                                    |                       |                                   |       |                             |                       |                                      |       |             |             |
|  | 요미우리 자이언츠(CL 우승)         | ●●●                   |                                   |       |                             |                       |                                      |       |             |             |
|  | 요미우리 자이언츠(CL 우승)         | ●●●                   | (3전 2선승제) 나고야 돔           |       |                             |                       |                                      |       |             |             |
|  |                                    |                       | 주니치 드래건스                   | ○○○   |                             |                       |                                      |       |             |             |
|  | 주니치 드래건스(CL 2위)            | ○○                    | 주니치 드래건스                   | ○○○   |                             |                       |                                      |       |             |             |
|  | 주니치 드래건스(CL 2위)            | ○○                    | (7전 4선승제) 삿포로 돔 나고야 돔 |       |                             |                       |                                      |       |             |             |
|  | 한신 타이거스(CL 3위)              | ●●                    |                                   |       |                             |                       |                                      |       |             |             |
|  | 한신 타이거스(CL 3위)              | ●●                    |                                   |       | 주니치 드래건스(CL CS 우승) | ●○○○○                 |                                      |       |             |             |
|  |                                    |                       |                                   |       | 주니치 드래건스(CL CS 우승) | ●○○○○                 |                                      |       |             |             |
|  |                                    |                       |                                   |       |                             |                       | 홋카이도 닛폰햄 파이터스(PL CS 우승) | ○●●●● |             |             |
|  |                                    |                       |                                   |       |                             |                       | 홋카이도 닛폰햄 파이터스(PL CS 우승) | ○●●●● |             |             |
|  |                                    |                       | (5전 3선승제) 삿포로 돔           |       |                             |                       |                                      |       |             |             |
|  |                                    |                       |                                   |       |                             |                       |                                      |       |             |             |
|  | 홋카이도 닛폰햄 파이터스(PL 우승)  | ○●○●○                 |                                   |       |                             |                       |                                      |       |             |             |
|  | 홋카이도 닛폰햄 파이터스(PL 우승)  | ○●○●○                 | (3전 2선승제) 지바 마린 스타디움  |       |                             |                       |                                      |       |             |             |
|  |                                    |                       | 지바 롯데 마린스                  | ●○●○● |                             |                       |                                      |       |             |             |
|  | 지바 롯데 마린스(PL 2위)           | ○●○                   | 지바 롯데 마린스                  | ●○●○● |                             |                       |                                      |       |             |             |
|  | 지바 롯데 마린스(PL 2위)           | ○●○                   |                                   |       |                             |                       |                                      |       |             |             |
|  | 후쿠오카 소프트뱅크 호크스(PL 3위) | ●○●                   |                                   |       |                             |                       |                                      |       |             |             |
|  | 후쿠오카 소프트뱅크 호크스(PL 3위) | ●○●                   |                                   |       |                             |                       |                                      |       |             |             |

## 경기 일정
- 1차전 : 10월 27일
- 2차전 : 10월 28일
- 3차전 : 10월 30일
- 4차전 : 10월 31일
- 5차전 : 11월 1일

## 경기 기록
| 일시                                   | 경기   | 원정팀(선공)             | 스코어 | 홈팀(후공)               | 개최 구장 | 개시 시각 | 경기 시간  | 관중수   |
| -------------------------------------- | ------ | ------------------------ | ------ | ------------------------ | --------- | --------- | ---------- | -------- |
| 10월 27일(토)                          | 1차전  | 주니치 드래건스          | 1 - 3  | 홋카이도 닛폰햄 파이터스 | 삿포로 돔 | 18시 15분 | 2시간 48분 | 40,616명 |
| 10월 28일(일)                          | 2차전  | 주니치 드래건스          | 8 - 1  | 홋카이도 닛폰햄 파이터스 | 삿포로 돔 | 18시 15분 | 3시간 43분 | 40,770명 |
| 10월 29일(월)                          | 이동일 | 이동일                   | 이동일 | 이동일                   | 이동일    | 이동일    | 이동일     | 이동일   |
| 10월 30일(화)                          | 3차전  | 홋카이도 닛폰햄 파이터스 | 1 - 9  | 주니치 드래건스          | 나고야 돔 | 18시 10분 | 3시간 39분 | 38,068명 |
| 10월 31일(수)                          | 4차전  | 홋카이도 닛폰햄 파이터스 | 2 - 4  | 주니치 드래건스          | 나고야 돔 | 18시 12분 | 3시간 45분 | 38,059명 |
| 11월 1일(목)                           | 5차전  | 홋카이도 닛폰햄 파이터스 | 0 - 1  | 주니치 드래건스          | 나고야 돔 | 18시 10분 | 2시간 26분 | 38,118명 |
| 우승: 주니치 드래건스(53년 만에 2번째) |        |                          |        |                          |           |           |            |          |

## 일본 시리즈 경기 결과

### 1차전
- 10월 27일 - 삿포로 돔

| 팀                                                                                                | 1 | 2 | 3 | 4 | 5 | 6 | 7 | 8 | 9 | R | H | E |
| 주니치                                                                                            | 0 | 0 | 0 | 0 | 0 | 1 | 0 | 0 | 0 | 1 | 4 | 0 |
| 닛폰햄                                                                                            | 3 | 0 | 0 | 0 | 0 | 0 | 0 | 0 | X | 3 | 2 | 0 |
| 승리 투수: 다르빗슈 유(1-0) 패전 투수: 가와카미 겐신(0-1) 홈런: 닛폰햄 – 페르난도 세기뇰(1회 3점) |   |   |   |   |   |   |   |   |   |   |   |   |

### 2차전
- 10월 28일 - 삿포로 돔

| 팀 | 1 | 2 | 3 | 4 | 5 | 6 | 7 | 8 | 9 | R | H | E |
| 주니치 | 1 | 0 | 0 | 3 | 0 | 2 | 2 | 0 | 0 | 8 | 8 | 0 |
| 닛폰햄 | 0 | 0 | 0 | 1 | 0 | 0 | 0 | 0 | 0 | 1 | 4 | 0 |
| 승리 투수: 나카타 겐이치(1-0) 패전 투수: 라이안 글린(0-1) 홈런: 주니치 – 이병규(6회 2점), 모리노 마사히코(7회 2점) 닛폰햄 – 페르난도 세기뇰(4회 1점) |   |   |   |   |   |   |   |   |   |   |   |   |

### 3차전
- 10월 30일 - 나고야 돔

| 팀                                                          | 1 | 2 | 3 | 4 | 5 | 6 | 7 | 8 | 9 | R | H  | E |
| 닛폰햄                                                      | 0 | 1 | 0 | 0 | 0 | 0 | 0 | 0 | 0 | 1 | 9  | 0 |
| 주니치                                                      | 7 | 2 | 0 | 0 | 0 | 0 | 0 | 0 | X | 9 | 12 | 0 |
| 승리 투수: 아사쿠라 겐타(1-0) 패전 투수: 다케다 마사루(0-1) |   |   |   |   |   |   |   |   |   |   |    |   |

### 4차전
- 10월 31일 - 나고야 돔

| 팀                                                                                        | 1 | 2 | 3 | 4 | 5 | 6 | 7 | 8 | 9 | R | H | E |
| 닛폰햄                                                                                    | 0 | 0 | 0 | 1 | 1 | 0 | 0 | 0 | 0 | 2 | 7 | 1 |
| 주니치                                                                                    | 2 | 0 | 0 | 0 | 1 | 0 | 1 | 0 | X | 4 | 5 | 1 |
| 승리 투수: 스즈키 요시히로(1-0) 패전 투수: 요시카와 미쓰오(0-1) 세이브: 이와세 히토키(1S) |   |   |   |   |   |   |   |   |   |   |   |   |

### 5차전
- 11월 1일 - 나고야 돔

| 팀                                                                                    | 1 | 2 | 3 | 4 | 5 | 6 | 7 | 8 | 9 | R | H | E |
| 닛폰햄                                                                                | 0 | 0 | 0 | 0 | 0 | 0 | 0 | 0 | 0 | 0 | 0 | 0 |
| 주니치                                                                                | 0 | 1 | 0 | 0 | 0 | 0 | 0 | 0 | X | 1 | 5 | 0 |
| 승리 투수: 야마이 다이스케(1-0) 패전 투수: 다르빗슈 유(1-1) 세이브: 이와세 히토키(2S) |   |   |   |   |   |   |   |   |   |   |   |   |

## 수상 선수
- MVP : 나카무라 노리히로(주니치)
- 감투상 : 다르빗슈 유(닛폰햄)
- 우수 선수상 : 아라키 마사히로, 모리노 마사히코, 야마이 다이스케(이상 주니치)

## 같이 보기
- 2007년 퍼시픽 리그 클라이맥스 시리즈
- 2007년 센트럴 리그 클라이맥스 시리즈
- 2007년 아시아 시리즈